# Jean Lefebvre de Cheverus
Pour les articles homonymes, voir Lefebvre.
Jean de Cheverus, de son nom complet : Jean-Louis-Anne-Magdeleine Lefebvre de Cheverus, né le 28 janvier 1768 à Mayenne et décédé le 19 juillet 1836 à Bordeaux, est un prêtre français, missionnaire aux États-Unis, où il fut évêque de Boston de 1808 à 1823. Rappelé en France comme évêque de Montauban il fut transféré à Bordeaux en 1826 et créé cardinal en 1836.

## Origine
Le cardinal de Cheverus est issu d'une vieille famille de robe originaire de la Mayenne. Son père, Jean-Vincent de Cheverus, était juge général civil et de police à la barre ducale de Mayenne. Il est l'oncle de Jean-Baptiste-Amédée George de La Massonnais. Il effectue ses études jusqu'à la quatrième au collège de Mayenne.  
Les armes de la famille Lefebvre de Cheverus sont "D'argent, à la croix ancrée de sable". 

## Études théologiques
Il reçoit la tonsure en 1780, où il devient prieur de Torbéchet malgré son jeune âge. Il continue ses études littéraires à Paris avec distinction au collège Louis-le-Grand à Paris en 1781. S'étant destiné à l'état ecclésiastique, il étudie la théologie au séminaire Saint-Magloire, tenu par les oratoriens, et s'y lie avec l'abbé de Maccarthy, qui est du même âge et qui, se fait tant de réputation dans la chaire. Jacques-André Émery, supérieur général de la Compagnie des prêtres de Saint-Sulpice veut lui offrir une place gratuite dans son séminaire ; mais le jeune de Cheverus est trop attaché aux directeurs de Saint-Magloire pour les quitter : la reconnaissance l'empêche d'accepter.

## Prêtre pendant la Révolution française
Il est ordonné diacre en octobre 1790, et n'a pas vingt-trois ans lorsqu'il est ordonné prêtre, le 18 décembre 1790 par dispense spéciale, à la dernière ordination publique qui se soit, faite à Paris avant la Révolution française, le 18 décembre 1790. 
Déjà les biens du clergé sont envahis, la constitution civile du clergé décrétée, le serment prescrit à tous les ecclésiastiques, sous peine de déchéance ; le jeune prêtre retourne dans son diocèse. 
Son oncle, curé de Mayenne, alors infirme et paralytique, le demande comme coopérateur sous le titre de vicaire ; l'évêque du Mans le nomme en même temps chanoine de sa cathédrale. Il refuse le serment le 12 février 1791, exerce son ministère en secret. Sa prudence déjà connue et appréciée a porté l'évêque du Mans à lui donner des pouvoirs de grand vicaire. À la mort du curé de Notre-Dame de Mayenne, 24 janvier 1792, l'évêque donne à son neveu les pouvoirs de curé et de vicaire général.
Obligé de quitter Mayenne au printemps de 1792, ainsi que tous les ecclésiastiques insermentés du département, il a ordre de se rendre à Laval, où il doit être en surveillance et se présenter chaque jour aux autorités. Urbain-René de Hercé, évêque de Dol, est à leur tête. Le décret du 26 août 1792 condamne à la déportation les prêtres insermentés. On donne à ceux de Laval des passeports pour se rendre en pays étrangers ; Cheverus en prend un pour la Grande-Bretagne, et passe par Paris, où il arrive au moment des massacres de Septembre. Il se cache pendant ces journées, et part bientôt pour la Grande-Bretagne, sans connaître la langue de ce pays, et ayant pour toutes ressources 500 francs.
Le gouvernement britannique accorde alors des secours aux prêtres français réfugiés ; Cheverus ne veut pas en profiter, et il réussit à pourvoir lui-même à ses besoins, en se plaçant comme professeur de français et de mathématiques chez un ministre protestant qui tient une pension. Au bout d'un an, il sait assez l'anglais pour se charger du service d'une chapelle catholique et y faire des instructions. En même temps, on lui propose de se mettre à la tête d'un collège à Cayenne.

## L'Amérique
Heureusement il croit ne pas devoir accepter. En 1795, l'abbé François-Antoine Matignon, ancien docteur et professeur de Sorbonne, l'appelle en Amérique (Nouvelle-Angleterre), où son zèle, ses vertus pourraient se déployer sur un plus grand théâtre. 
À son arrivée à Boston, le 3 octobre 1796, l'abbé de Cheverus trouvait un champ immense ouvert à son zèle Les esprits, divisés en plusieurs sectes religieuses, ne sont pas favorable à ce qu'ils appellent le papisme.
L'abbé de Cheverus s'applique aux études qui sont le plus en honneur à Boston
John Carroll, évêque de Baltimore, informé de tant de vertus et de talents, lui propose la cure de Sainte-Marie, à Philadelphie ; mais il ne peut quitter Matignon, qui l'a appelé de Grande-Bretagne. Bientôt il se livre avec un nouveau zèle à ses travaux évangéliques en visitant les catholiques des environs de Boston, qui n'ont point de prêtres, et passant jusqu'à deux ou trois mois chez les Indiens de Passamaquoddy et de Penobscot.

## Boston
Après avoir passé trois mois au milieu de ce peuple, l'abbé de Cheverus repart pour Boston. La fièvre jaune s'est déclarée dans cette ville (1798), et déjà de nombreuses victimes ont succombé.

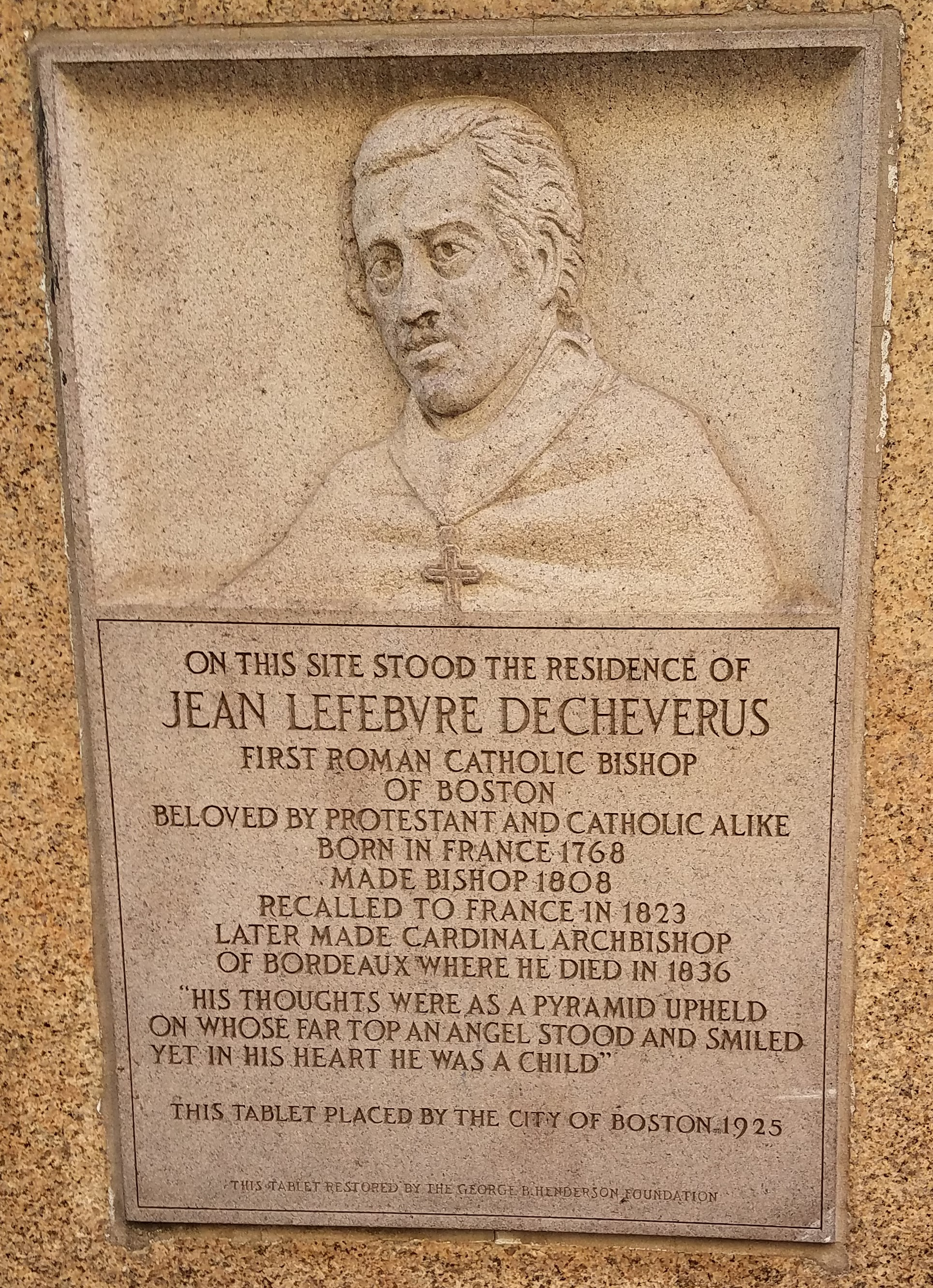
Plaque commémorative de Jean Lefebvre de Cheverus à Boston

Le nombre des fidèles s'accroît bientôt à Boston : les protestants eux-mêmes désirent entendre les prédications et assister aux cérémonies si touchantes de l'Église romaine. L'abbé de Cheverus ouvre donc une souscription pour bâtir une église dans cette ville. Le premier des souscripteurs est le président des États-Unis, John Adams. Bientôt la souscription est couverte des noms les plus honorables, tant protestants que catholiques. L'abbé de Cheverus élève les murs jusqu'à la concurrence des sommes déposées entre ses mains ; mais, ces fonds épuisés, il arrête tous les travaux, et jamais ils ne sont repris et continués qu'en proportion des fonds qu'il a reçus. La dédicace s'en fait le 29 septembre 1803, avec une pompe qui produit les plus heureuses impressions. Parmi les conquêtes qu'il fait alors au catholicisme, il faut citer la dame Elizabeth Ann Seton, fondatrice, par la suite, de la première communauté de femmes des États-Unis.

## Un retour en France?
Après le concordat de 1801, sa famille et ses amis de France le pressent de revenir dans sa patrie avec tous les prêtres exilés, il est un moment près de céder à leurs instances, mais les besoins des catholiques de Boston, son attachement pour l'abbé Matignon et les raisons que lui donne Carroll, dans une lettre du 9 avril le décident à rester.
Pendant qu'il se livre aux travaux de son ministère, on lui adresse, des prisons de Northampton, une lettre qui l'appelle à la plus pénible de toutes les fonctions ecclésiastiques : deux Irlandais catholiques, condamnés à mort pour un crime qu'ils n'ont pas commis, lui écrivent afin de réclamer l'assistance de son ministère. L'abbé de Cheverus accourt, les console, et trouve les moyens d'adoucir ce que ce dernier moment a d'horrible. C'est la coutume aux États-Unis de conduire le condamné au temple pour qu'il y entende un discours funèbre immédiatement avant l'exécution.

## Évêque de Boston
En 1808, l'évêque John Carroll demanda l'érection de quatre nouveaux sièges, dont un serait à Boston pour toute la Nouvelle-Angleterre. Il a d'abord proposé l'abbé Matignon, qui, par son âge et sa réputation, semble avoir des droits à cette préférence. Mais le docteur, sans en prévenir son ami, dont il connait la modestie, fait tomber sur celui-ci ce choix honorable. Le 8 avril 1808, Pie VII donne le bref qui établit quatre nouveaux évêchés. Un des nouveaux évêques, le P. Concanen, nommé évêque de New York, doit porter les bulles pontificales d’érection de diocèses et autorisant la consécration épiscopale. Mais comme il meurt à Naples avant d'avoir pu se rendre dans son diocèse, les bulles n'arrivent aux États-Unis qu'en 1810. 
L'abbé de Cheverus est consacré à Baltimore le 1er novembre 1810, par John Carroll et son coadjuteur Leonard Neale ainsi que Michael Francis Egan (en). L'abbé Matignon, son maître et son guide, s'honore d'être son aide et son second. Évêque comme missionnaire, il continue les plus pénibles fonctions de son ministère, confessant, catéchisant, visitant les pauvres et les malades, ne craignant pas d'aller, en toutes saisons, à toutes les heures du jour et de la nuit, porter à plusieurs milles de distance ses aumônes. 
Deux ou trois traits qu'on lit dans sa vie prouvent mieux comment l'évêque de Boston portait les vertus évangéliques.

## Protecteur de la foi catholique
Au milieu de ses actes de charité, M. de Cheverus sait repousser les attaques des protestants contre la foi catholique. Il a même recours quelquefois aux feuilles publiques pour confondre l'erreur ou dissiper les préventions, et il est permis de croire que les journalistes se félicitent d'avoir un tel confrère. Quelquefois M. de Cheverus traduit et lit en chaire les plus beaux passages du Génie du Christianisme.

## Le départ des États-Unis
Le 19 septembre 1818, il perd l'abbé Matignon. Ses occupations s'en accroissent, et sa santé même en est altérée. L'Église de France doit envier aux États-Unis un de ses enfants qui lui fait tant d'honneur, et dont elle peut espérer tant d'utiles services. Jean-Guillaume Hyde de Neuville, qui a été témoin des travaux de M. de Cheverus et de son état de souffrance, a engagé Louis XVIII à le rappeler et à le rendre au royaume auquel il appartenait par sa naissance. 
Le 15 janvier 1823, le prélat est nommé à l'évêché de Montauban. Il est blâmé, à cette époque, même par des hommes religieux d'avoir quitté un poste où il faisait tant de bien, et où son influence pouvait être encore si salutaire. 
Les habitants de Boston et plus de deux cents protestants des principaux de la ville y joignent leurs instances et leurs réclamations. Le roi n'accepte pas son refus, et charge son grand aumônier d'insister avec force pour un prompt retour. 
Après, ces diverses circonstances, l'évêque décide de rentrer dans sa patrie. Enfin il quitte la ville au milieu des adieux : plus de quarante voitures l'attendent à la porte pour lui faire cortège, et l'accompagnent plusieurs lieues sur la route de New York, où il s'embarque à bord du Paris, le 1er octobre 1823. La navigation est d'abord heureuse ; mais à l'entrée de la Manche, le bâtiment, surpris par une tempête, est obligé de s'échouer au cap de la Hague. L'évêque est accueilli chez le curé d'Auderville, et, le lendemain, il officie à la grande messe et prêche à vêpres. Le clergé des environs vient le saluer. 
Il se rend à Cherbourg, et de là à Paris, où il retrouve plusieurs de ses anciennes connaissances. Sa famille l'attendait avec impatience ; il visite tous ses parents, prêche à Mayenne, et à Laval. 
Il s'attend à recevoir ses bulles à chaque instant, lorsqu'une nouvelle difficulté vient en suspendre l'exécution : on prétend qu'ayant été naturalisé Américain, absent de France depuis plus de trente ans, il ne peut plus être réputé Français, ni, par conséquent, promu à un siège dans le royaume. Les bulles sont enregistrées sur-le-champ, et remises le soir même à l'évêque, reconnu enfin pour Français.

## Évêque de Montauban
Son entrée à Montauban, le 28 juillet 1824, est marquée par d'éclatants témoignages de joie et de respect. Les autorités, les catholiques, les protestants, rivalisent d'empressements et d'égards. Les ministres protestants viennent le saluer.
Bientôt la France apprend le dévouement de l'évêque, lorsqu'en 1825, le Tarn (rivière) débordé envahit les deux principaux faubourgs de Montauban. À la première nouvelle du désastre, le prélat accourt sur les lieux, se porte partout où il y a du danger, fait préparer des barques pour ceux qui sont près de périr.
Charles X, instruit de la conduite de M. de Cheverus, et des sacrifices qu'il a faits dans cette circonstance, lui envoie 5 000 francs qui lui sont transmis avec une lettre du ministre, l'évêque d'Hermopolis. Cette somme est aussitôt distribuée aux pauvres. En arrivant à Montauban, il se charge de faire lui-même le prône tous les dimanches à la messe paroissiale.
Son ministère, marqué par de nombreuses conversions, est de courte durée à Montauban.

## Évêque de Bordeaux
Charles François d'Aviau du Bois de Sanzay, archevêque de Bordeaux, meurt le 11 juillet 1826, laissant de longs regrets dans son diocèse ; M. de Cheverus est choisi le 30 par ordonnance royale, comme le seul digne de le remplacer.  
Peu de temps après, Charles X le fait pair de France. Après un court séjour à Mayenne où il prêche à Notre-Dame, à la Visitation, à l'hôpital, il va au Mans recevoir le pallium des mains de la Myre, et repart le lendemain pour sa ville épiscopale. Cheverus arrive à Bordeaux le 14 décembre.
Il crée une caisse de retraite ecclésiastique, établit les conférences diocésaines, publie un nouveau rituel, fonde ou encourage par ses aumônes l'œuvre des bons livres, celle de la Miséricorde, des Orphelins de Lorette, des Petits Savoyards, de la Sainte Famille.
Dans les divers voyages qu'il est obligé de faire à Paris, comme pair de France, il a l'occasion de prêcher souvent. Invité à parler le vendredi saint devant l'École polytechnique, on craint beaucoup qu'il ne puisse se faire écouter. Le duc de Rohan, Louis-François de Rohan-Chabot, archevêque de Besançon, y avait échoué l'année précédente : les élèves, par leur tumulte, l'avaient forcé à descendre de chaire.
Il accueille ses prêtres avec bonté quand ils viennent à Bordeaux, et ç'aurait été le fâcher que de ne pas s'asseoir à sa table.
La vie politique ne fut pas toujours aussi heureuse ni aussi universellement acclamée.
Dans une circonstance grave, l'archevêque de Bordeaux parait divisé d'opinion avec ses collègues ; c'est au sujet des ordonnances du 16 juin 1828, de Cheverus, qui n'approuve pas les ordonnances, n'est pas cependant d'avis d'adopter le mémoire présenté alors au roi par le cardinal de Clermont-Tonnerre, au nom de l'épiscopat. Il paraît qu'il trouve quelques expressions de ce mémoire trop vives et trop fortes. 
Cette même année, il est fait conseiller d'État, autorisé à prendre part aux délibérations du conseil et aux travaux des comités divers dont il se compose. En 1830, le roi le nomme commandeur de l'ordre du Saint-Esprit
Au milieu des troubles qui agitent la France, deux mois après, son diocèse n'éprouve point de ces secousses violentes qui forcent des prélats et des curés à s'éloigner : le nouveau gouvernement a d'abord l'idée de demander aux prêtres responsables, comme aux fonctionnaires publics, le serment de fidélité. Dès le premier avis qu'en a l'archevêque de Bordeaux, il s'empresse d'écrire à un personnage puissant, lui fait sentir que cette mesure serait également impolitique et désastreuse, et qu'il s'ensuivrait une division semblable à celle des prêtres jureurs et des prêtres insermentés de la première révolution. Sa lettre a effet, et on ne songe plus à demander le serment. On sait qu'après la révolution de 1830, la chambre des députés priva de la pairie ceux qui l'avaient reçue de Charles X.
Plusieurs membres du gouvernement ont le désir de réintégrer l'archevêque de Bordeaux dans sa dignité de pair de France, et de l'associer au nouvel ordre de choses. Il paraît même que les députés de la Gironde sollicitent pour lui avec instances les faveurs du pouvoir, lorsque l'archevêque veut arrêter, d'un seul coup, toutes les tentatives, en faisant publier dans les journaux une note Cette déclaration déplaît également aux amis et aux ennemis du gouvernement. Pendant la captivité de la duchesse de Berry dans la citadelle de Blaye, il sollicite d'aller lui porter les consolations de son ministère, ne dissimulant pas ses sentiments pour Charles X. Au reste, la plus parfaite intelligence régne entre les autorités et lui.
Lors de l'invasion du choléra, il offre son palais aux malades, et, au-dessus de la porte, on inscrit ces glorieuses paroles : Maison de secours. Un bruit sourd d'empoisonnement ayant circulé parmi le peuple les autorités s'adressent à l'archevêque pour faire tomber ces bruits, et bientôt on a eu honte de les avoir accueillis ou répétés. Il apaise aussi une sédition au dépôt de mendicité, et prévient une révolte au fort du Hâ. 
Dès 1832, il a été question de lui pour un des chapeaux vacants ; mais l'occupation d'Ancône retarde la présentation. Enfin, le 1er février 1836, le pape crée le prélat cardinal de la Sainte-Trinité-des-Monts. Il reçoit la barrette le 9 mars. Croyant le moment favorable, il sollicite alors une grâce, la délivrance de Pierre-Denis, Comte de Peyronnet, son diocésain, et celle de ses compagnons d'infortune. Le roi Louis-Philippe Ier lui proteste de sa bonne volonté et de ses intentions bienveillantes mais tout s'arrête là pour le moment.

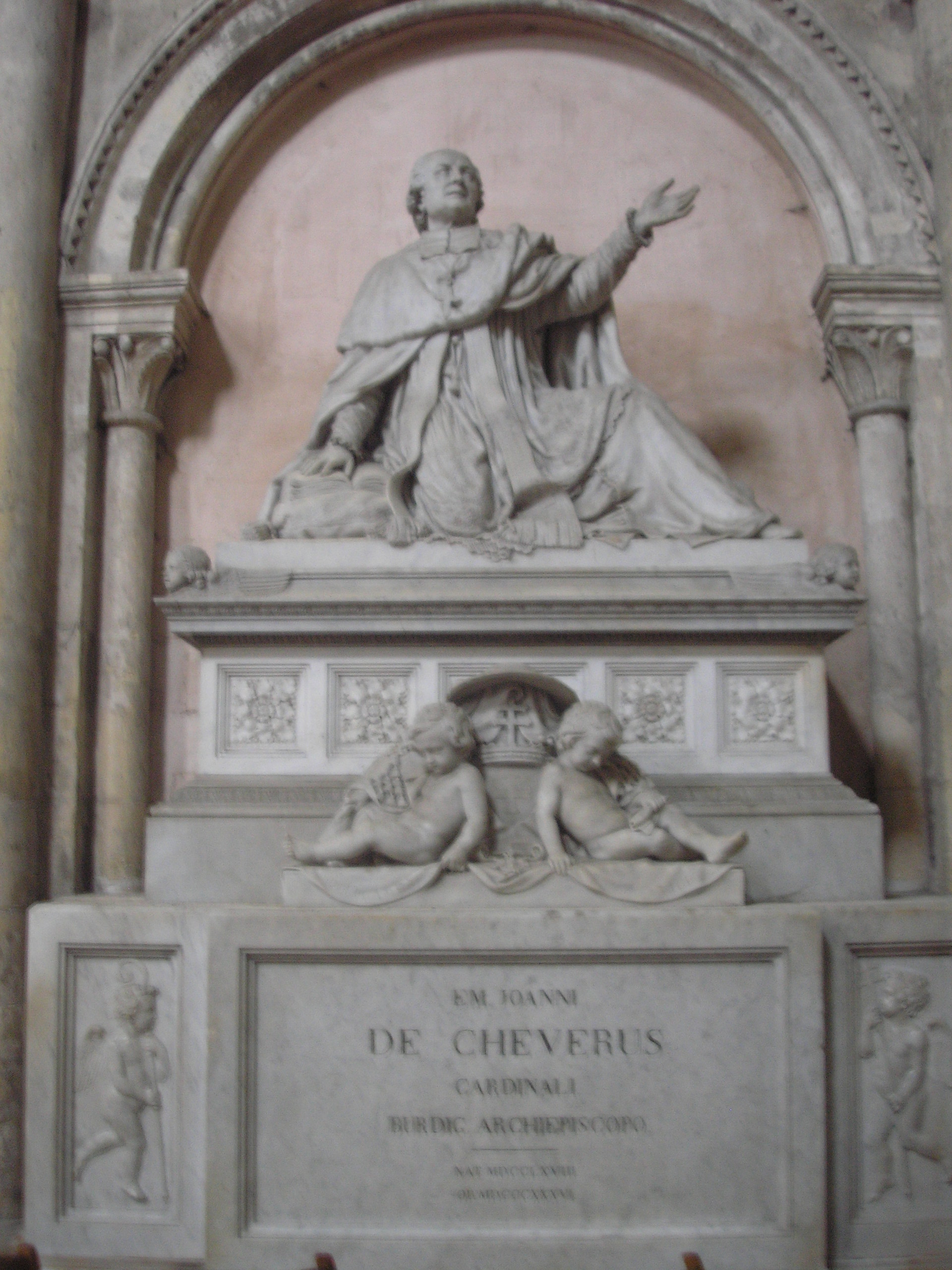
Tombeau du cardinal de Cheverus dans la cathédrale Saint-André de Bordeaux.

Nommé cardinal, M. de Cheverus n'est point ébloui, on le croira facilement, par cette éminente dignité. Au milieu de tant d'honneurs, il est profondément triste. 

« Qu'importe, disait-il, d'être enveloppé après la mort, d'un suaire rouge, violet ou noir ? »

 Après avoir passé quelques jours à Mayenne en mars 1836, il part pour retourner à Bordeaux, où on lui fait une réception magnifique. Il est aussi vivement sollicité de visiter son ancien diocèse de Montauban, et il y va passer quelques jours. Sa présence y exciea un véritable enthousiasme, que les protestants eux-mêmes semblent partager.
La congrégation religieuse des Sœurs de l'Espérance est créée en 1836 à Bordeaux, à sa demande, par l'abbé Noailles, chanoine honoraire.

## La fin du cardinal
Le jour de la Pentecôte, il promulgue dans sa métropole de nouveaux statuts synodaux depuis longtemps attendus. C'est le dernier acte administratif du cardinal de Cheverus. Mais, depuis quelque temps, le prélat a le pressentiment de sa mort.
Le cardinal de Cheverus tombe malade au mois de juillet 1836, et il éprouve une perturbation d'idées, une absence de mémoire qui effrayent tous ses amis, et lui font juger à lui-même que sa fin est proche. Il ne songe qu'à se préparer à son dernier passage, ajoute un codicille à son testament, se confesse encore le 15, et le lendemain, à cinq heures du matin, frappé d'une attaque d'apoplexie et de paralysie, il perd toute connaissance. II expire le 19, le jour même où l'Église célèbre la fête de Saint Vincent de Paul, dont il a, sous tant de rapports, reproduit les vertus.
L'évêque de La Rochelle prononce son oraison funèbre, qui n'a pas été imprimée. M. Villenave lit, le 17 avril 1837, à la séance publique de la Société de la morale chrétienne, dont il est vice-président, un éloge touchant du cardinal de Cheverus, qui est vivement applaudi. 
Un buste (œuvre de David d'Angers) à son effigie est inauguré à Mayenne le 8 août 1844 en présence des évêques du Mans et de Périgueux, de  Georges, neveu du cardinal, et des autorités départementales.
Un vaisseau est baptisé en 1855 du nom de Cardinal de Cheverus.

## Succession apostolique
Jean Lefebvre de Cheverus a ordonné les évêques suivants :
- Archevêque Ambrose Maréchal (en), P.S.S. (1817)
- Évêque Jean-Armand Chaudru de Trélissac (1833)
- Évêque Jean-Pierre-Marie Cadalen (1833)
- Évêque Pierre-Michel-Marie Double (1833)

## Œuvres
- Lefebvre de Cheverus, Jean, Statuts du Diocèse de Bordeaux : Suivis d'une instruction sur l'administration temporelle des paroisses, Bordeaux, H. Faye, 1836, 300 p. (lire en ligne)